# 鳳陽道
鳳陽道，清朝地方行政区划中的道。

## 沿革
清朝顺治年间，安徽地区设有凤宿道。康熙元年（1662年），凤宿道改为凤阳道，专辖凤阳府。康熙六年（1667年），裁撤。